# Riksdag & Departement
Riksdag & Departement (hette ursprungligen Från Riksdag & Departement) var en svensk tidning som åren 1976–2014 gavs ut av Sveriges riksdag. 
Tidningen började ges ut 1976 och skrev om den politiska beslutskedjan från regeringens utredningsdirektiv till riksdagens beslutsprocess. Dessutom hade tidningen en omfattande bevakning av Europeiska unionen. Riksdagen stod som huvudman men hade inget inflytande över tidningens innehåll. Prenumerationer på Riksdag & Departement var avgiftsbelagda och tidningen var delvis reklamfinansierad. Tidningen utkom 35 gånger om året. Mer dagsaktuella nyheter fanns på tidningens webbplats. Tidningen hade åtta anställda och den siste chefredaktören var Mattias Croneborg.
Beslut om nedläggning av tidningen fattades i september 2013. Sista numret utkom den 19 maj 2014.

## Ny ersättningstidning
Hösten 2014 startade den danska nättidningen Altinget en svensk version, Altinget.se, att ersätta Riksdag & Departement och dess bevakningsområden.